# Людські врт
Людські врт (словен. Ljudski vrt, укр. Народний сад) — багатофункціональний стадіон в Мариборі, Словенія. Споруда є пам'яткою міста і лежить на лівому березі річки Драва. Стадіон є домашнім для футбольного клубу «Марибор» та національної збірної Словенії. Нинішня місткість стадіону — 12 702 місць. На стадіоні також проходять різноманітні культурні заходи.

## Футбол
Стадіон в основному використовується для футболу, є домашнім для футбольного клубу «Марибор». На стадіоні також проводить матчі національної збірна Словенії, і він був основним місцем для її домашніх матчів під час кваліфікації до ЧС-2010, а також для деяких ігор до ЧЄ-1996, ЧЄ-2000, ЧЄ-2012, ЧС-2014 та ЧЄ-2016. Тут також відбувся другий матч плей-оф кваліфікації до ЧЄ-2016 зі збірною України. Матч закінчився нічиєю 1:1, що дозволило українцям вийти до фінальної частини турніру.